# CERS5
CERS5 (англ. Ceramide synthase 5) – білок, який кодується однойменним геном, розташованим у людей на короткому плечі 12-ї хромосоми. Довжина поліпептидного ланцюга білка становить 392 амінокислот, а молекулярна маса — 45 752.
| 10         |  | 20         |  | 30         |  | 40         |  | 50         |
| ---------- |  | ---------- |  | ---------- |  | ---------- |  | ---------- |
| MATAAQGPLS |  | LLWGWLWSER |  | FWLPENVSWA |  | DLEGPADGYG |  | YPRGRHILSV |
| FPLAAGIFFV |  | RLLFERFIAK |  | PCALCIGIED |  | SGPYQAQPNA |  | ILEKVFISIT |
| KYPDKKRLEG |  | LSKQLDWNVR |  | KIQCWFRHRR |  | NQDKPPTLTK |  | FCESMWRFTF |
| YLCIFCYGIR |  | FLWSSPWFWD |  | IRQCWHNYPF |  | QPLSSGLYHY |  | YIMELAFYWS |
| LMFSQFTDIK |  | RKDFLIMFVH |  | HLVTIGLISF |  | SYINNMVRVG |  | TLIMCLHDVS |
| DFLLEAAKLA |  | NYAKYQRLCD |  | TLFVIFSAVF |  | MVTRLGIYPF |  | WILNTTLFES |
| WEIIGPYASW |  | WLLNGLLLTL |  | QLLHVIWSYL |  | IARIALKALI |  | RGKVSKDDRS |
| DVESSSEEED |  | VTTCTKSPCD |  | SSSSNGANRV |  | NGHMGGSYWA |  | EE         |

A: Аланін

C: Цистеїн

D: Аспарагінова кислота

E: Глутамінова кислота

F: Фенілаланін

G: Гліцин

H: Гістидин

I: Ізолейцин

K: Лізин

L: Лейцин

M: Метіонін

N: Аспарагін

P: Пролін

Q: Глутамін

R: Аргінін

S: Серин

T: Треонін

V: Валін

W: Триптофан

Кодований геном білок за функцією належить до трансфераз. 
Задіяний у таких біологічних процесах, як метаболізм ліпідів, біосинтез ліпідів, альтернативний сплайсинг. 
Білок має сайт для зв'язування з ДНК. 
Локалізований у ядрі, мембрані, ендоплазматичному ретикулумі.